# Eric Sykes
Eric Sykes, CBE (* 4. Mai 1923 in Oldham, Lancashire; † 4. Juli 2012 in Esher, Surrey), war ein britischer Schauspieler und Komiker.

## Leben
Sykes stand seit dem Zweiten Weltkrieg auf der Bühne, doch erst beim Fernsehen der BBC entwickelte er sich ab 1948 sowohl als Schauspieler als auch als Autor zur Comedy-Größe. Von 1958 bis 1965 gestaltete er seine eigenen Fernsehreihen, Sykes and a … und Sykes, und gehörte zu den bekannten Komikern seiner Zeit; oft arbeitete er mit Peter Sellers, Spike Milligan, Tony Hancock und Hattie Jacques zusammen. Beim Film war er durchweg in komischen Rollen besonders in den 1960er Jahren zu sehen. Danach widmete er sich wieder verstärkt der Bühne und dem Fernsehen. Tourneen führten ihn unter anderem nach Rhodesien, Australien und Kanada.
2005 wurde seine Autobiografie veröffentlicht. Sie trägt den Titel If I Don't Write it, Nobody Else Will.

## Filmografie (Auswahl)
- 1954: Orders Are Orders
- 1959: Tommy, der Torero (Tommy the Toreador)
- 1960: Ist ja irre – unser Torpedo kommt zurück (Watch Your Stern)
- 1960–1965: Sykes and A… (Fernsehserie, 59 Folgen)
- 1963: Himmlische Freuden (Heavens Above!)
- 1965: Die tollkühnen Männer in ihren fliegenden Kisten (Those Magnificent Men in Their Flying Machines or How I Flew from London to Paris in 25 hours 11 minutes)
- 1965: L – Der Lautlose (The Liquidator)
- 1966: Der Spion mit der kalten Nase (The Spy with a Cold Nose)
- 1967: Das Brett (The Plank), auch Regie und Drehbuch
- 1968: Shalako
- 1969: Monte Carlo Rallye (Monte Carlo or Bust!)
- 1970: Till Death Us Do Part (Fernsehserie, Folge 4x00)
- 1972–1979: Sykes (Fernsehserie, 68 Folgen)
- 1973: Theater des Grauens (Theatre of Blood)
- 1979: The Plank oder Die Tücke des Objekts (The Plank) (Fernsehfilm), auch Regie und Drehbuch
- 1981: Im Wald, da sind… (If You Go Down in the Woods Today), auch Regie und Drehbuch
- 1983: Tom und Bobby in Aktion (The Boys in Blue)
- 1986: Absolute Beginners – Junge Helden (Absolute Beginners)
- 1986: Sherlock Holmes (Fernsehserie, Folge Sechsmal Napoleon)
- 1989: The Nineteenth Hole (Fernsehserie, 7 Folgen)
- 1993: Und ewig schleichen die Erben (Splitting Heirs)
- 1997–2001: Teletubbies (Fernsehserie, 227 Folgen) (Stimme)
- 2001: One Foot in the Grave (Fernsehserie, eine Folge)
- 2001: The Others
- 2005: Harry Potter und der Feuerkelch (Harry Potter and the Goblet of Fire)
- 2007: New Tricks – Die Krimispezialisten (New Tricks, Fernsehserie, Folge 4x04)
- 2007: Last of the Summer Wine (Fernsehserie, Folge 28x01)
- 2010: Agatha Christie’s Poirot (Fernsehserie, Folge 12x02 Die Halloween-Party)